# Torsö
Torsö è la più grande isola nel lago Vänern in Svezia ed è ubicata nella municipalità omonima nell'area urbana di Mariestad.

## Descrizione
Era suddivisa in due isole (Torsö e Fågelö), ma intorno al 1930 l'acqua fra le due isole venne eliminata e oggi il terreno viene utilizzato per coltivazioni agricole. Nel 1994 è stato costruito un ponte  ("Torsöbron"), lungo 900 metri, tra la terraferma e l'isola.

## Demografia
Vi dimorano circa 550 famiglie che vivono tutto l'anno, mentre durante l'estate la popolazione triplica.